# Marie Beatrice d'Este (1750–1829)
Marie Beatrix Estenská (italsky Maria Beatrice Ricciarda d'Este; 7. dubna 1750, Modena – 14. listopadu 1829, Vídeň) byla modenská princezna a rakouská arcivévodkyně.

## Život
Narodila se 7. dubna 1750 v Modeně jako nejstarší dítě Herkula III. Estenského, vévody z Modeny a vévodkyně Marie Terezy Cybo-Malaspina. Manželství jejích rodičů bylo nešťastné a manželé žili odděleně. Spolu měli jen dvě děti Marii Beatrice a Rinalda Francesca. Její bratr zemřel ve 4 měsících a tím byla uznána jako dědička.
Jako dědička 4 zemí (Modeny, Reggia, Massy a Carrary) byla vhodným svatebním partnerem. Císařovna Marie Terezie se pokoušela dohodnout sňatek s budoucím císařem arcivévodou Leopoldem, ale sňatek se nikdy neuskutečnil. Místo toho se provdala za jeho bratra arcivévodu Ferdinanda Karla. Zasnoubeni byli roku 1754 a sňatek se odehrál 15. října 1771 v Miláně. Spolu měli 10 dětí:
- Josef František (1772)
- Maria Tereza (1. listopadu 1773 – 29. března 1832), ⚭ 1789 Viktor Emanuel I. (24. července 1759 – 10. ledna 1824), vévoda savojský, piemontský, aostský a král sardinský v letech 1802 až 1821
- Josefína Ferdinanda (1775–1777)
- Marie Leopolda (10. prosince 1776 – 23. června 1848),
⚭ 1795 Karel Teodor Falcký (11. prosince 1724 – 16. ledna 1799), bavorský vévoda a kurfiřt, falcký kurfiřt, jülišský a bergský vévoda
⚭ 1804 hrabě Ludwig von Arco (30. ledna 1773 – 20. srpna 1854)

- František IV. (6. října 1779 – 21. ledna 1846), vévoda z Modeny, Massy a Carrary, ⚭ 1812 Marie Beatrice Savojská (6. prosince 1792 – 15. září 1840)
- Ferdinand Karel Josef (25. dubna 1781 – 5. listopadu 1850), polní maršál, svobodný a bezdětný
- Maxmilián Josef (14. července 1782 – 1. června 1863), velmistr řádu Německých rytířů, svobodný a bezdětný
- Marie Antonie (1784–1786)
- Karel Ambrož (2. listopadu 1785 – 2. září 1809), arcibiskup ostřihomský a primas uherský
- Marie Ludovika (14. prosince 1787 – 7. dubna 1816), ⚭ 1808 císař František I. Rakouský (12. února 1768 – 2. března 1835)

Pár se pohyboval mezi Modenou a Milánem, kde obývali královské paláce. Vévodství Modena neumožňovalo ženského nástupce a proto trůn Modeny a Reggia přešel na jejího syna. Ale po smrti své matky získala titul vévodkyně z Massy a Carrary.
Po francouzském dobytí Severní Itálie odešla se svou rodinou do Rakouska.
Manželství s arcivévodou Ferdinandem založilo novou větev Habsbursko-lotrinské dynastie, a to Rakouští-Este.
Zemřela 14. listopadu 1829 ve Vídni. Po její smrti byla vévodství Massa a Carrara přidána do vévodství Modena.

## Vývod z předků
|                       |                               |  |                            |                                                                                      |  |  |  |  |  |  |  | František I. d'Este |
|                       |                               |  |                            |                                                                                      |  |  |  |  |  |  |  |                     |
|                       | Rinaldo d'Este                |  |                            |                                                                                      |  |  |  |  |  |  |  |                     |
|                       |                               |  |                            |                                                                                      |  |  |  |  |  |  |  |                     |
|                       |                               |  |                            | Lukrécie Barberini                                                                   |  |  |  |  |  |  |  |                     |
|                       |                               |  |                            |                                                                                      |  |  |  |  |  |  |  |                     |
|                       | František III. d'Este         |  |                            |                                                                                      |  |  |  |  |  |  |  |                     |
|                       |                               |  |                            |                                                                                      |  |  |  |  |  |  |  |                     |
|                       |                               |  |                            | Jan Fridrich Brunšvicko-Lüneburský                                                   |  |  |  |  |  |  |  |                     |
|                       |                               |  |                            |                                                                                      |  |  |  |  |  |  |  |                     |
|                       | Šarlota Brunšvicko-Lüneburská |  |                            |                                                                                      |  |  |  |  |  |  |  |                     |
|                       |                               |  |                            |                                                                                      |  |  |  |  |  |  |  |                     |
|                       |                               |  |                            | Benedikta Jindřiška Falcko-Simmernská                                                |  |  |  |  |  |  |  |                     |
|                       |                               |  |                            |                                                                                      |  |  |  |  |  |  |  |                     |
|                       | Herkules III. d'Este          |  |                            |                                                                                      |  |  |  |  |  |  |  |                     |
|                       |                               |  |                            |                                                                                      |  |  |  |  |  |  |  |                     |
|                       |                               |  |                            | Filip I. Orleánský                                                                   |  |  |  |  |  |  |  |                     |
|                       |                               |  |                            |                                                                                      |  |  |  |  |  |  |  |                     |
|                       | Filip II. Orléanský           |  |                            |                                                                                      |  |  |  |  |  |  |  |                     |
|                       |                               |  |                            |                                                                                      |  |  |  |  |  |  |  |                     |
|                       |                               |  |                            | Alžběta Šarlota Falcká                                                               |  |  |  |  |  |  |  |                     |
|                       |                               |  |                            |                                                                                      |  |  |  |  |  |  |  |                     |
|                       | Šarlota Aglaé Orleánská       |  |                            |                                                                                      |  |  |  |  |  |  |  |                     |
|                       |                               |  |                            |                                                                                      |  |  |  |  |  |  |  |                     |
|                       |                               |  |                            | Ludvík XIV. Francouzský                                                              |  |  |  |  |  |  |  |                     |
|                       |                               |  |                            |                                                                                      |  |  |  |  |  |  |  |                     |
|                       | Františka Marie Bourbonská    |  |                            |                                                                                      |  |  |  |  |  |  |  |                     |
|                       |                               |  |                            |                                                                                      |  |  |  |  |  |  |  |                     |
|                       |                               |  |                            | Madame de Montespan                                                                  |  |  |  |  |  |  |  |                     |
|                       |                               |  |                            |                                                                                      |  |  |  |  |  |  |  |                     |
| Marie Beatrice d'Este |                               |  |                            |                                                                                      |  |  |  |  |  |  |  |                     |
|                       |                               |  |                            |                                                                                      |  |  |  |  |  |  |  |                     |
|                       |                               |  | Alberico II Cybo-Malaspina |                                                                                      |  |  |  |  |  |  |  |                     |
|                       |                               |  |                            |                                                                                      |  |  |  |  |  |  |  |                     |
|                       | Carlo II. Cibo-Malaspina      |  |                            |                                                                                      |  |  |  |  |  |  |  |                     |
|                       |                               |  |                            |                                                                                      |  |  |  |  |  |  |  |                     |
|                       |                               |  |                            | Fulvia Pico della Mirandola                                                          |  |  |  |  |  |  |  |                     |
|                       |                               |  |                            |                                                                                      |  |  |  |  |  |  |  |                     |
|                       | Alderano I. Cybo-Malaspina    |  |                            |                                                                                      |  |  |  |  |  |  |  |                     |
|                       |                               |  |                            |                                                                                      |  |  |  |  |  |  |  |                     |
|                       |                               |  |                            | Camillo Francesco Maria Pamphili, 1st Prince of San Martino al Cimino and Valmontone |  |  |  |  |  |  |  |                     |
|                       |                               |  |                            |                                                                                      |  |  |  |  |  |  |  |                     |
|                       | Teresa Pamfili                |  |                            |                                                                                      |  |  |  |  |  |  |  |                     |
|                       |                               |  |                            |                                                                                      |  |  |  |  |  |  |  |                     |
|                       |                               |  |                            | Olimpia Aldobrandiniová                                                              |  |  |  |  |  |  |  |                     |
|                       |                               |  |                            |                                                                                      |  |  |  |  |  |  |  |                     |
|                       | Marie Tereza Cybo-Malaspina   |  |                            |                                                                                      |  |  |  |  |  |  |  |                     |
|                       |                               |  |                            |                                                                                      |  |  |  |  |  |  |  |                     |
|                       |                               |  |                            | Alfons II. Gonzaga                                                                   |  |  |  |  |  |  |  |                     |
|                       |                               |  |                            |                                                                                      |  |  |  |  |  |  |  |                     |
|                       | Camillo III. Gonzaga          |  |                            |                                                                                      |  |  |  |  |  |  |  |                     |
|                       |                               |  |                            |                                                                                      |  |  |  |  |  |  |  |                     |
|                       |                               |  |                            | Ricciarda Cybo Malaspina                                                             |  |  |  |  |  |  |  |                     |
|                       |                               |  |                            |                                                                                      |  |  |  |  |  |  |  |                     |
|                       | Ricciarda Gonzaga             |  |                            |                                                                                      |  |  |  |  |  |  |  |                     |
|                       |                               |  |                            |                                                                                      |  |  |  |  |  |  |  |                     |
|                       |                               |  |                            | Zikmund III. d'Este                                                                  |  |  |  |  |  |  |  |                     |
|                       |                               |  |                            |                                                                                      |  |  |  |  |  |  |  |                     |
|                       | Matylda d'Este                |  |                            |                                                                                      |  |  |  |  |  |  |  |                     |
|                       |                               |  |                            |                                                                                      |  |  |  |  |  |  |  |                     |
|                       |                               |  |                            | Tereza Marie Grimaldiová                                                             |  |  |  |  |  |  |  |                     |
|                       |                               |  |                            |                                                                                      |  |  |  |  |  |  |  |                     |

## Tituly a oslovení
- 7. dubna 1750 – 15. října 1771: Její královská Výsost princezna Marie Beatrice d'Este modenská a reggijská, princezna z Massy a Carrary
- 15. října 1771 – 29. prosince 1790: Její císařská a královská Výsost princezna Marie Beatrice d'Este, arcivévodkyně rakouská, princezna uherská a česká
- 29. prosince 1790 – 14. listopadu 1829: Její císařská a královská Výsost princezna Marie Beatrice d'Este, arcivévodkyně rakouská, princezna uherská a česká, vévodkyně z Massy a Carrary